# تود پیرسون
تود پیرسون (به انگلیسی: Todd Pearson) (زادهٔ ۲۵ نوامبر ۱۹۷۷) شناگر اهل استرالیا است.